# Osiris (Suchmaschine)
Osiris (Osnabrück Intelligent Research Information System) ist ein vielsprachiges intuitiv-natürlichsprachlich zu benutzendes Suchprogramm insbesondere für bibliografische Datenbanken. 
Bei thematischen Anfragen erzielt Osiris im Vergleich zu einem normalen OPAC (Online Public Access Catalog, die zum Beispiel in Hochschulen eingesetzt werden) qualitativ relevantere Suchergebnisse. 
Das System wird derzeit in der  Elektronischen Bibliothek der Staats- und Universitätsbibliothek Bremen weiterentwickelt und wurde früher auch beim Schweizer Bibliotheksverbund NEBIS an der  ETH Zürich verwendet. 
Das Programm „versteht die Frage“ (dank Datenbank) und kann so nicht nur mittels Boolescher Algebra (und, nicht, oder), sondern auch über erweiterte Sätze suchen.
Osiris ist auch der Name einer Software, mit deren Hilfe Veränderungen am Dateisystem eines Computers festgestellt werden können. Ein solches Werkzeug wird typischerweise zur Unterstützung bei der Systemadministration oder zur Erkennung von Einbrüchen auf dem betreffenden Computer eingesetzt.